# L'Ennemi silencieux (film, 1958)
Pour les articles homonymes, voir L'Ennemi silencieux.
Pour plus de détails, voir Fiche technique et Distribution.
L'Ennemi silencieux (titre original : The Silent Enemy) est un film britannique de William Fairchild sorti en 1958.

## Synopsis
À Gibraltar en 1941, le lieutenant Crabb, chargé du déminage de la rade, est envoyé en mission afin de récupérer des documents importants à bord d'un avion qui s'est écrasé dans la mer. Il décide de se servir d'un sous-marin pour infiltrer la base italienne et la détruire...
Lionel Crabb, à l'époque seul véritable spécialiste de haut niveau de la plongée en scaphandre autonome en Grande-Bretagne (domaine dans lequel les Britanniques avaient une longueur de retard sur les Italiens, comme l'illustrent les raids d'hommes grenouilles italiens sur Alexandrie) a réellement joué un rôle clef dans le repérage d'une base italienne de nageurs de combat que les Italiens avaient installée à La Linea (le secteur espagnol de Gibraltar) dans un vieux pétrolier échoué, l'Olterra. Il est possible qu'il ait effectué des plongées sur la carcasse de l'avion du général Sikorski mais le film est largement romancé (le combat au couteau de plongée avec des hommes grenouilles italiens dans l'épave de l'avion est une pure fiction... que l'on retrouvera, amplifiée, dans le film de James Bond Opération Tonnerre), et la véritable installation italienne des torpilles pilotées SLC à bord de l'Olterra est nettement plus modeste ce qui est dépeint dans le film.
La fin des actions des nageurs de combat italiens à Gibraltar (dont l'action fut en fait surtout efficace contre des navires de commerce) est surtout due aux évènements de la fin de l'été 1943 (débarquement allié en Sicile, destitution de Mussolini, Armistice de Cassibile).

## Fiche technique
- Titre original : The Silent Enemy
- Réalisation : William Fairchild
- Scénario : William Fairchild
- Adaptation : Marshall Pugh d'après son livre Commander Crabb
- Directeur de la photographie : Otto Heller
- Montage : Alan Osbiston
- Musique : William Alwyn
- Production : Bertram Ostrer
- Genre : film de guerre
- Pays :  Royaume-Uni
- Durée : 112 minutes
- Date de sortie :
  -  Royaume-Uni : 4 mars 1958
  -  France : 10 juin 1958
  -  États-Unis : 8 octobre 1959 (Fargo, Dakota du Nord)

## Distribution
- Laurence Harvey (VF : René Arrieu) : Lt. Lionel Philip Kenneth Crabb
- Dawn Addams : Jill Masters, la secrétaire de l'amiral
- Michael Craig : le quartier-maître Sid (Jack en VF) Knowles
- John Clements (VF : Maurice Dorléac) : l'amiral
- Sidney James (VF : René Blancard) : le premier maître Thorpe
- Alec McCowen (VF : Roger Rudel) : le gabier breveté Morgan
- Nigel Stock (VF : Serge Sauvion) : le gabier breveté Fraser
- Ian Whittaker : le matelot Thomas
- Arnoldo Foà (VF : Georges Spanelly) : Antonio Tomolino
- Gianna Maria Canale (VF : Jacqueline Porel) : Conchita Tomolino
- Massimo Serato (VF : Jacques Toja) : le sous-lieutenant Forzellini
- Giacomo Rossi Stuart (VO : Robert Rietty / VF : Philippe Mareuil) : Rosati
- Carlo Giustini (VF : Jean-François Calvé) : Fellini
- Raymond Young : Celloni
- David Lodge (VF : Jean Violette) : le sergent instructeur
- Ewen Solon (VF : Jean-Jacques Delbo) : le commandant du Willowdale
- Brian Oulton (VF : Claude Péran) : Holford
- Ian MacNaughton (VF : Michel François) : la sentinelle de garde devant le bureau de l'amiral
- Terence Longdon (VF : Jacques Beauchey) : Lt. Bailey
- Derren Nesbitt (VF : Michel Gudin) : le pilote de la vedette
- Howard Marion Crawford : le Lieutenant-colonel accompagnant Holford
- Hugh Moxey (VF : Albert Augier) : l'officier supérieur lors de la réunion avec l'amiral
- Alan Webb (VF : Lucien Bryonne) : George, le consul britannique à Algeziraz
- John Moffatt (VF : Claude D'Yd) : le volontaire souhaitant devenir homme-grenouille
- Cyril Shaps (VF : Jean-Henri Chambois) : Miguel, le patron espagnol du bateau-citerne
- Lee Montague (VF : Serge Lhorca) : le second de Miguel